# Jozef Albach
Jozef Stanislav Albach (25. ledna 1795, Bratislava – 12. listopadu 1853, Eisenstadt) byl františkánský kněz, přírodovědec a geograf.
V roce 1840 ho uherský palatín arcivévoda Jozef Anton Habsbursko-lotrinský jmenoval kazatelem v říšském sněmu, který se konal v Bratislavě. Později se věnoval botanice a přírodním vědám. Ještě začátkem 20. století byla poměrně oblíbená jeho německá modlitební knížka.